# Linksrheinisch

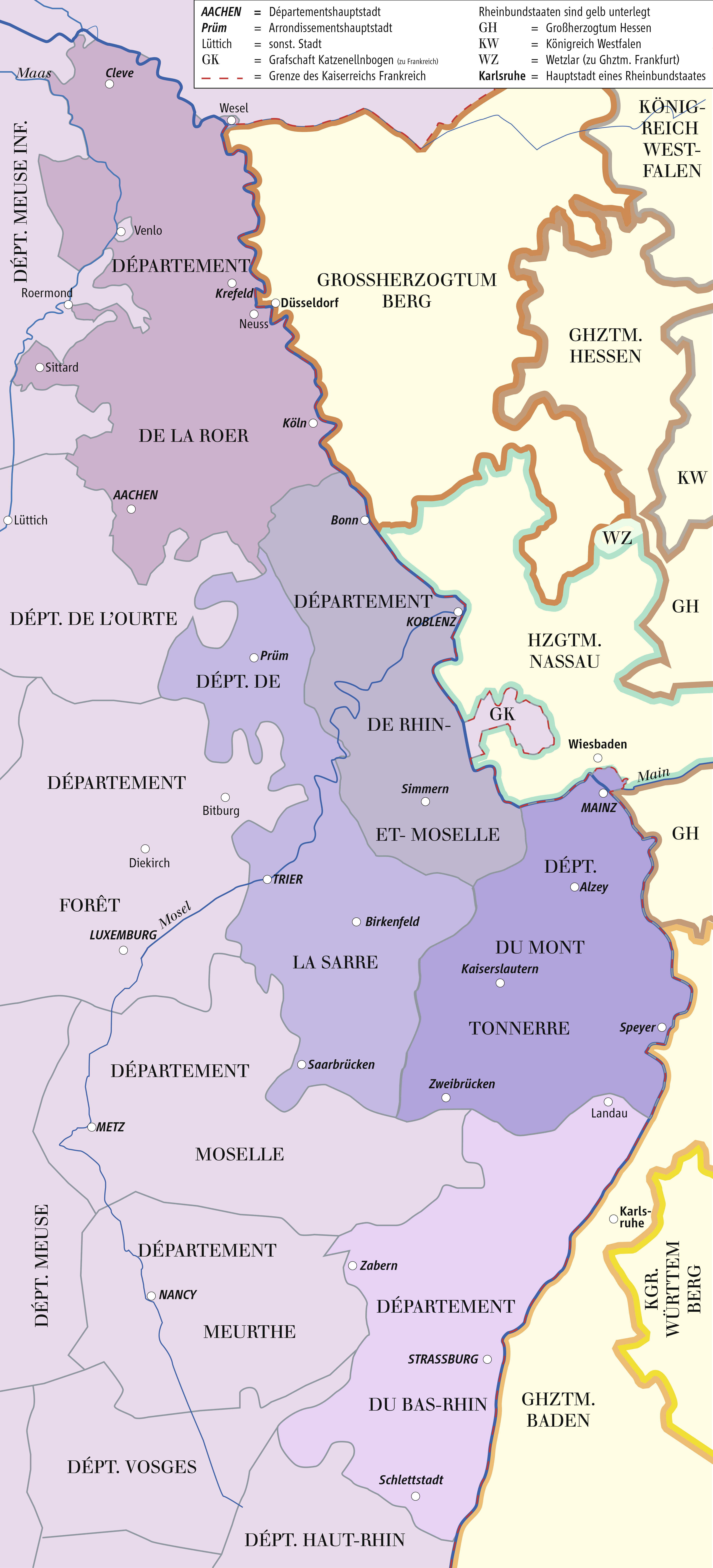
Die linksrheinischen Departements 1812

Linksrheinisch ist eine feststehende geographische Lagebezeichnung für diejenigen Gegenden, die an dem in Stromrichtung linken Ufer des Rheins liegen. Der Begriff ist abgeleitet von den Begriffen Orographisch links und rechts.

## Verwendung bei Städten
Beispielsweise werden Stadtteile von Duisburg, Düsseldorf, Köln und Bonn als linksrheinisch bezeichnet. In Köln und Bonn wird das rechtsrheinisch gelegene Stadtgebiet auch Schäl Sick (hochdeutsch falsche Seite) genannt, in Düsseldorf hingegen das linksrheinische Schäl Sitt. Die beiden Bahnstrecken entlang des Rheins werden dementsprechend Linke Rheinstrecke und Rechte Rheinstrecke genannt.

## Sonstige Verwendung
Aus französischer Sicht wird das linksrheinische Gebiet als Cisrhenanisch („diesseits des Rheins“) bezeichnet, so bei der Cisrhenanischen Republik, die 1797 geplant wurde. 
Das hauptberufliche Rheinische Notariat, auch Nur-Notariat genannt, geht auf ein französisches Revolutionsdekret vom 6. Oktober 1791 zurück, das in den von Frankreich zunächst annektierten linksrheinischen Gebieten 1798 bzw. 1801, in den in Nordwestdeutschland annektierten Gebieten 1811 eingeführt wurde und dort z. T. bis heute Geltung hat. 
Namentlich nachgewiesen ist der Begriff „linksrheinisch“ bei der Eisenbahndirektion Cöln linksrheinisch der Preußischen Staatseisenbahnen vom 1. April 1880. Später findet er sich auch in den Bedingungen des Waffenstillstands von Compiègne vom 11. November 1918.